# Luzonichthys waitei
Luzonichthys waitei är en fiskart som först beskrevs av Fowler, 1931.  Luzonichthys waitei ingår i släktet Luzonichthys och familjen havsabborrfiskar. Inga underarter finns listade i Catalogue of Life.